# Маркелия (муниципалитет)
Маркелия (исп. Marquelia) — муниципалитет в Мексике, штат Герреро, с административным центром в одноимённом городе. Численность населения, по данным переписи 2010 года, составила 12 912 человек.

## Общие сведения
Название Marquelia в дословном переводе с испанского языка означает — море, которое привязано.
Площадь муниципалитета равна 211 км², что составляет менее 0,3 % от площади штата. Он граничит с другими муниципалитетами Герреро: на севере с Сан-Луис-Акатланом, на востоке с Асою и Ильятенко, на западе с Копалой, а на юге омывается водами Тихого океана.

## Учреждение и состав
Муниципалитет был образован 15 июня 2002 года, в его состав входит 27 населённых пунктов, самые крупные из которых:
| Код INEGI | Населённый пункт                                 | Численность населения (2005 год) | Численность населения (2010 год) |
| 077       | Всего                                            | 11 801                           | 12 912                           |
| 0001      | Маркелия (административный центр)                | 5 948                            | 6 553                            |
| 0008      | Эль-Польворин (исп. El Polvorín)                 | 1 323                            | 1 415                            |
| 0004      | Барра-де-Текоанапа (исп. Barra de Tecoanapa)     | 1 007                            | 1 162                            |
| 0040      | Соятлан (исп. Zoyatlán)                          | 1 122                            | 1 119                            |
| 0038      | Тепантитлан (исп. Tepantitlán)                   | 533                              | 565                              |
| 0006      | Эль-Капулин-Чоколате (исп. El Capulín Chocolate) | 511                              | 538                              |

## Экономическая деятельность
По статистическим данным 2000 года, около 80% работоспособного населения занято в сфере услуг и туризма, а остальные в сельском хозяйстве и добыче морепродуктов.

## Инфраструктура
По статистическим данным 2010 года, инфраструктура развита следующим образом:
- электрификация: 97,7 %;
- водоснабжение: 67,1 %;
- водоотведение: 74 %.

## Туризм
Основными достопримечательностями Маркелии являются пляжи: Бокана, Лас-Пеньитас, Барра-де-Текоанапа, Барра-де-Тила и Плая-Тортуга.